# Antonio Munguía
Antonio Munguía Flores (* 27. Juni 1942 in Mexiko-Stadt; † 8. Januar 2018,) auch bekannt unter dem Spitznamen Negro, war ein mexikanischer Fußballspieler, dessen Stammposition sich im defensiven Mittelfeld befand.

## Biografie

### Verein
Während seiner Karriere als Profispieler in der mexikanischen Primera División stand er von 1962 bis 1966 beim Club Necaxa unter Vertrag. Dann wechselte er zum CD Cruz Azul, mit dem er je dreimal mexikanischer Meister und CONCACAF-Champions-Cup-Sieger wurde.

### Nationalmannschaft
Zwischen 1965 und 1971 absolvierte Munguía insgesamt 44 Länderspiele für die mexikanische Fußballnationalmannschaft. Er gehörte auch zum mexikanischen WM-Kader 1970 und wirkte in allen vier Spielen der Gastgeber mit: während er im ersten Vorrundenspiel gegen die Sowjetunion (0:0) erst in der 67. Minute eingewechselt wurde, kam er in den weiteren Gruppenspielen gegen El Salvador (4:0) und Belgien (1:0) über die volle Distanz zum Einsatz. Auch im Viertelfinalspiel gegen Italien (1:4) stand Munguía in der Anfangsformation, wurde aber in der 60. Minute durch Isidoro Díaz ersetzt.

## Erfolge
- Mexikanischer Meister: 1968/69, México 1970, 1971/72
- Pokalsieger: 1969
- Supercup: 1969
- CONCACAF Champions’ Cup. 1969, 1970, 1971